# Słomianka (powiat sokólski)
Słomianka – wieś w Polsce położona w województwie podlaskim, w powiecie sokólskim, w gminie Sidra.
Wieś magnacka położona była w końcu XVIII wieku w powiecie grodzieńskim województwa trockiego. W latach 1975–1998 miejscowość należała administracyjnie do województwa białostockiego.
Przez miejscowość przebiega droga wojewódzka nr 673.
Wierni kościoła rzymskokatolickiego należą do parafii Świętej Trójcy w Sidrze.